# Placida viridis
Placida viridis é uma espécie de molusco pertencente à família Limapontiidae.
A autoridade científica da espécie é Trinchese, tendo sido descrita no ano de 1873.
Trata-se de uma espécie presente no território português, incluindo a zona económica exclusiva.